# 殿下
殿下，原指請宮殿前的近侍，向殿中的貴族轉達言語，以表示尊敬，后来成为中国对皇族成员的尊称，次于代表君主的陛下。汉朝开始称呼太子、诸王为殿下，三国开始皇太后、皇后也称殿下。唐代以后，太子、诸王、皇太后、皇后均称“殿下”。
朝鮮半島的高麗王朝尊奉外王內帝的外交策略，在國內，其君主被稱為「陛下」。元朝侵略高麗之後，臣下對國王的稱呼被元朝降格为「殿下」（韓語：전하）、宗亲称呼君主为「主上」（韓語：주상），王世子为「邸下」（韓語：저하）。此稱謂到了朝鲜王朝建立後仍被延續，直到大韓帝國建立之後，才隨著高宗的稱帝而被恢復為「陛下」。
日本称自己的包括三后（太皇太后、皇太后、皇后）的皇族还有摄政、关白、征夷大将軍为殿下。明治维新後，親王、内親王、王、女王等皇族尊称为殿下，而三后稱陛下。至現代時期，日本的皇家專法《皇室典範》規定天皇、皇后、上皇、上皇后稱「陛下」；其餘皇族一律稱「殿下」。
欧洲君主制国家的敬稱Royal Highness在中文中亦譯作殿下。